# یواس‌اس تیگرس (۱۹۰۵)
یواس‌اس تیگرس (۱۹۰۵) (به انگلیسی: USS Tigress (1905)) یک کشتی بود که طول آن ۵۶ فوت (۱۷ متر) بود. این کشتی در سال ۱۹۰۵ ساخته شد.